# 12. ožujka
12. ožujka (12. 3.) 71. je dan godine po gregorijanskom kalendaru (72. u prijestupnoj godini).
Do kraja godine imaju još 294 dana.

## Događaji
- 515. pr. Kr. – Dovršena je izgradnja Hrama u Jeruzalemu.
- 1365. – Osnovano Sveučilište u Beču.
- 1513. – Papa Lav X. samo tri dana nakon početka svog pontifikata, objavio je bulu, odobrivši javno štovanje relikvije Svete Krvi Isusove nastale euharistijskim čudom u Ludbregu.
- 1537. – Nakon ogorčene bitke, tvrđava Klis pala je u ruke Turaka, koji su smaknuli njezina junačkog kapetana Petra Kružića.
- 1789. – Utemeljena Američka pošta
- 1894. – Prodana prva boca Coca Cole
- 1913. – Canberra je postala glavni grad Australije (Dan Canberre).
- 1928. – Nesreća St. Francis brane u Kaliforniji uzrokovala je poplavu u kojoj je poginulo 400 ljudi.
- 1930. – Mahatma Gandhi započeo je Dandi marš, 24-dnevni i 320 km dug put radi prkosa britanskom porezu na sol u kolonijalnoj Indiji.
- 1938. – Anschluss Österreichs: Wehrmacht je okupirao Austriju, koja je na posljetku postala Ostmark, pokrajina u Njemačkom Reichu.
- 1940. – Potpisan je Moskovski mirovni sporazum čime je završen Zimski rat između Finske i Sovjetskog Saveza.
- 1947. – Američki predsjednik Truman iznio je svoju tzv. Trumanovu doktrinu pred Kongresom SAD-a.

| - 1270. – Karlo Valois, grof Valoisa i titularni Latinski Car († 1325.) - 1683. – John Theophilus Desaguliers, britanski prirodoslovac i svećenik († 1744.) - 1685. – George Berkeley, irski filozof († 1753.) - 1824. – Gustav Robert Kirchhoff, njemački fizičar i kemičar († 1887.) - 1878. – Gemma Galgani, svetica Katoličke crkve († 1903.) - 1927. – Gajo Petrović, hrvatski filozof († 1993.) - 1930. – Stanko Horvat, hrvatski skladatelj i glazbeni pedagog († 2006.) - 1941. – Olga Pivec, hrvatska glumica - 1950. – Javier Clemente, španjolski nogometni trener - 1953. – Ivica Šimić, hrvatski glumac i redatelj - 1956. – Steve Harris, američki glazbenik - 1959. – Milorad Dodik, bosanskohercegovački političar - 1961. – Mary Nevill, engleska igračica hokeja na travi - 1962. – Andreas Köpke, njemački nogometni vratar - 1999. – Janja Garnbret, slovenska sportašica u sportskom penjanju - 2007. – Branimir Mlačić, hrvatski nogometaš | - 417. – Inocent I., papa - 604. – Grgur I., papa (* oko 540.) - 1502. – Franjo Vranjanin, talijanski kipar (* oko 1430.) - 1507. – Cesare Borgia, talijanski političar i vojskovođa (* 1475.) - 1914. – George Westinghouse, američki izumitelj (* 1846.) - 1915. – Rudolf Eckert, hrvatski novinar i publicist (* 1889.) - 1916. – Marie von Ebner-Eschenbach, austrijska književnica (* 1830.) - 1942. – William Henry Bragg, engleski fizičar (* 1862.) - 1951. – Alfred Hugenberg, njemački političar i poduzenik (* 1865.) - 1955. – Theodor Plievier, njemački književnik (* 1892.) - 2002. – Peter M. Blau, američki sociolog austrijskog porijekla (* 1918.) - 2003. – Zoran Đinđić, srpski premijer (* 1952.) - 2023. – Dick Fosbury, američki atletičar (* 1947.) |

## Blagdani i spomendani
- Dan grada Požege

## Imendani
- Teofan
- Bernard
- Budislav
- Maksimilijan